# Giorgio Tozzi
Giorgio Tozzi, en realitat George John Tozzi, (Chicago (Illinois), 8 de gener, 1923 - Bloomington (Indiana), 30 de maig, 2011), va ser un cantant d'òpera (baix) nord-americà.

## Biografia
La família de Tozzi era d'origen italià; els seus pares van arribar als Estats Units com a immigrants. Tozzi va cantar en diversos cors d'aficionats i conjunts vocals quan era nen i adolescent. Inicialment va estudiar biologia durant un curt període a la Universitat DePaul de Chicago, però després va decidir seguir una carrera com a cantant. Va estudiar cant a Chicago amb Rosa Raisa, Giacomo Rimini i John Daggett Howe. Durant la Segona Guerra Mundial va servir a l'exercit dels EUA. Després de deixar el servei militar, Tozzi va començar a actuar com a cantant, inicialment en cors i discoteques.
Va fer el seu debut professional com a cantant d'òpera, encara com a baríton, l'any 1948 a la ciutat de Nova York a Broadway al "Ziegfeld Theatre" en el paper de Tarquinius a l'òpera de cambra The Rape of Lucretia de Benjamin Britten. El 1949 va aparèixer al West End de Londres al musical Tough at the Top de Vivian Ellis; En ella va interpretar un boxejador que s'enamora d'una princesa.
Després, Tozzi va anar a Milà per a estudis posteriors de veu; Allà va estudiar amb el professor de cant Giulio Lorandi (1914–1974). Va aconsellar a Tozzi que canviés al camp del baix i va tornar a entrenar la veu de Tozzi per interpretar el baix. L'any 1950, Tozzi va debutar, ara com a baix, al "Teatre Nuovo" de Milà en el paper del comte Rodolfo a l'òpera belcantista La sonnambula. El 1953 estava promès a La Scala de Milà; Hi va debutar amb el paper de Stromminger a l'òpera verista La Wally. El 1962 va cantar el Comte de Saint-Bris en una nova producció de l'òpera Les Huguenots al costat de Joan Sutherland, Giulietta Simionato i Franco Corelli.
El 1955 Tozzi va fer la seva primera aparició al Metropolitan Opera de Nova York (paper inaugural: Alvise a La Gioconda). Va cantar allí durant gairebé 30 anys en un total de 528 actuacions. El gener de 1958 va aparèixer al Metropolitan Opera en l'estrena de l'òpera Vanessa de Samuel Barber en el paper de l'antic metge. La seva darrera actuació al MET va ser l'any 1975 com a Colline a La Bohème.
Els papers de Tozzi al MET inclouen Figaro a Les noces de Figaro, Don Basilio a El barber de Sevilla, el rei Felip a Don Carlo, Sparafucile a Rigoletto, Father Guardian a La forza del destino i Ramfis a Aïda. A més dels papers italians, Tozzi també va cantar en òperes franceses i russes, com Méphistophélès a Faust, King Arkel a Pelléas et Mélisande, Gremin a Ievgueni Oneguin (1957; a la producció de Peter Brook), així com el paper principal i el monjo Pimen en Borís Godunov. Sovint va assumir papers a l'òpera alemanya, en l'idioma original. Aquí, els seus papers especialment brillants inclouen Sarastro a La flauta màgica, Rocco a Fidelio, Daland a Der fliegende Holländer, Pogner i especialment Hans Sachs a Die Meistersinger von Nürnberg.
Tozzi va cantar a l'"Òpera Lyric" de Chicago, a l'Òpera de San Francisco (debut com a Ramfis a Aïda el 1955), a l'Òpera de Houston (1966; també com a Ramfis) i a l'Òpera de Boston (1977; a l'estrena americana de la òpera Ruslan i Liudmila). També va actuar a l'Òpera de Frankfurt (temporada 1973/1974) i al Festival de Salzburg (1961; com Fiesco a Simon Boccanegra).
A més dels seus papers d'òpera, Tozzi va aparèixer regularment en musicals. El 1957, va interpretar el paper d'Emile de Becque, el protagonista masculí, al musical South Pacific a San Francisco, al costat de Mary Martin. El 1958, en l'adaptació cinematogràfica del musical de Joshua Logan, va cedir la seva veu a l'actor Rossano Brazzi i va interpretar dues de les melodies més famoses de l'obra, les cançons Some Enchanted Evening i This Nearly Was Mine. El 1979 va protagonitzar a Broadway un revival del musical de Frank Loesser The Most Happy Fella; Per això va ser nominat al premi Tony en la categoria "Millor actor".[2] També va aparèixer en diverses produccions locals dels musicals Fiddler on the Roof, Man of La Mancha i Fanny.
Tozzi també va participar en produccions televisives d'òperes, per exemple el 1961 en el paper principal de l'òpera Borís Godunov en una producció de NBC Television i el 1978, al costat de Teresa Stratas, com el rei Melcior en una adaptació cinematogràfica de l'òpera Amahl and the Night Visitors. També va aparèixer com a actor en diverses sèries i pel·lícules de televisió nord-americanes, com The Man Who Knew Nothing (1974), Baretta (1975) i Kojak (1976).
Tozzi va rebre un Grammy el 1960 (per Les noces de Figaro, director: Erich Leinsdorf), 1961 (per Turandot; director: Erich Leinsdorf) i 1963 (per Aïda, director: Georg Solti). El 1997 va publicar la novel·la El gòlem de l'oest d'or.
Després d'acabar la seva carrera escènica, Tozzi va ensenyar cant a la Juilliard School of Music de la "Brigham Young University" i, des de 1991, a la "Jacob's School of Music" de la Universitat d'Indiana. El 2006, va deixar la docència i es va jubilar.

## Vida privada
Tozzi es va casar dues vegades. El 1954 es va casar amb la cantant de Montana Christine Dieringer, a qui havia conegut a Itàlia; Christine va morir el 1963. El 1967 es va casar per segona vegada, amb la cantant Monte Amundsen. El segon matrimoni va produir dos fills, un fill i una filla. Les aficions de Tozzi inclouen la fotografia i l'ebenisteria. Tozzi va morir d'insuficiència cardíaca a la seva casa de Bloomington, Indiana, als 88 anys.

## Enregistraments d'àudio
- Edició de CD Giorgio Tozzi - 2 caixes de 3 CD cadascuna - Estudi i enregistraments en directe d'obres de Haendel, Mozart, Beethoven, Rossini, Donizetti, Verdi, Berlioz, Wagner, Ponchielli, Leoncavallo, Massenet, Mussorgsky, Montemezzi, Txaikovski, Smetana, Debussy , R.Strauss, Barber, Broadway Musicals i altres. - Hamburg Archive for Vocal Art 2012